# Manfred Wundram
Manfred Wundram (* 20. August 1925 in Göttingen; † 14. Juni 2015 in Waiblingen) war ein deutscher Kunsthistoriker.

## Werdegang
Manfred Wundram war nach Forschungsaufenthalten am Kunsthistorischen Institut in Florenz und am Harvard University Center for Renaissance Studies und nach einer mehrjährigen Tätigkeit als Lektor und als Lehrbeauftragter an der Staatlichen Akademie für Bildende Künste in Stuttgart von 1970 bis 1989 Professor für Mittlere und Neuere Kunstgeschichte an der Ruhr-Universität Bochum.
Wundram ist als Wissenschaftler in der mittelalterlichen und in der neuzeitlichen Kunstgeschichte ausgewiesen. Seine Forschungen sind methodisch besonders durch Formanalyse und Stilkritik geprägt. Er hat Beiträge zur Architektur der Romanik, zur Kunst des Spätmittelalters in Mitteleuropa und zur Architektur des deutschen Barock veröffentlicht. Besonders widmet sich Wundram der Malerei, Skulptur und Architektur der Frührenaissance und der Hochrenaissance. Er schrieb unter anderem Bücher über die Frührenaissance und Renaissance, über Raffael und Andrea Palladio, verfasste einen Kunstführer über Florenz und war mit Carl Georg Heise auch der Herausgeber von Reclams Werkmonografien zur Kunst.
Nach seiner Emeritierung lebte Manfred Wundram in Waiblingen und hielt regelmäßig Vorträge in den Volkshochschulen Winnenden und Schwäbisch Gmünd.

## Publikationen
- Palladio. 1508–1580. Die Regeln der Harmonie. Taschen, Hong Kong u. a. 2009, ISBN 978-3-8365-0286-3.
- Renaissance (= Kunst-Epochen. Bd. 6 = Universal-Bibliothek. Nr. 18173). Reclam, Stuttgart 2004, ISBN 3-15-018173-9.
- mit Anderen: Malerei der Welt. Eine Kunstgeschichte in 900 Bildanalysen, von der Gotik bis zur Gegenwart. 2 Bände. Taschen, Köln u. a. 2003, ISBN 3-8228-1764-3.
- Kleine Kunstgeschichte des Abendlandes. Reclam, Stuttgart 2000, ISBN 3-15-010468-8.
- Bildauswahl, Einführung und Erläuterungen in: Die Bibel in der Kunst. Die Renaissance. Deutsche Bibelgesellschaft, Stuttgart 1996, ISBN 3-438-04463-3.
- mit Thomas Pape: Andrea Palladio. 1508–1580. Architekt zwischen Renaissance und Barock. Taschen, Köln 1988, ISBN 3-8228-0098-8.
- Kunstführer Florenz. Reclam, Stuttgart 1993, ISBN 3-15-010385-1.
- Einleitung in: Meyers Kleines Lexikon Kunst. Bibliographisches Institut, Mannheim u. a. 1986, ISBN 3-411-02655-3.
- Renaissance und Manierismus. In: Martin Rabe, Georg Friedrich Schulz (Hrsg.): Kunstgeschichte Europas. Malerei, Plastik, Architektur, Gebrauchskunst. Schuler Verlags-Gesellschaft, Herrsching 1983, ISBN 3-7796-5069-X, S. 134–163.
- Die berühmtesten Gemälde der Welt. Imprimatur Druck- und Verlagsgesellschaft, Bergisch Gladbach 1976.
- Frührenaissance (= Kunst der Welt. Serie 2: Die Kulturen des Abendlandes. Bd. 28). Holle, Baden-Baden 1970.
- Renaissance (= Belser Stilgeschichte. Bd. 8). Belser, Stuttgart 1970.
- Die künstlerische Entwicklung im Reliefstil Lorenzo Ghibertis. München 1952 (Göttingen, Universität, Dissertation, 1952).